# Vladimir Petrović
Vladimir Petrović (sârbă Владимир Петровић) (n. 1 iulie 1955, Belgrad, Iugoslavia) a fost un jucător sârb de fotbal, care din 14 septembrie 2010 este antrenorul reprezentativei Serbiei.

## Cariera de jucător
A ocupat postul de mijlocaș, debutând la doar 16 ani pentru Steaua Roșie Belgrad, iar cele mai importante echipe la care a evoluat au fost Steaua Roșie Belgrad, Arsenal Londra și Standard Liege. Poreclit Pižon (Porumbelul), Petrović a fost unul dintre marii jucători ai fotbalului sârb. 
În anul 1979 a jucat în finala Cupei UEFA alături de Steaua Roșie Belgrad, finală pierdută în fața nemților de la Borussia Mönchengladbach. A participat la Campionatul Mondial de Fotbal 1974 și la Campionatul Mondial de Fotbal 1982, având 34 selecții și 5 goluri marcate pentru echipa națională de fotbal a Iugoslaviei.

## Cariera de antrenor
În ceea ce privește cariera sa de antrenor, a debutat pe bancă la Steaua Roșie Belgrad, ca secund, reușind să cucerească Cupa Campionilor Europeni, în 1990-1991, avându-l ca elev pe Miodrag Belodedici.
Ca principal, a reușit să cucereacă în 1996 Cupa Iugoslaviei, cu Steaua Roșie Belgrad și a dus naționala Serbiei și Muntenegrului până în finala Campionatului European Under 21.
După un periplu de un an la FK Vojvodina, Petrović a ales îndepărtata Chină, acolo unde a câștigat campionatul și cupa cu Dalian Shide. Rezultatele bune l-au împins către selecționata Chinei, dar parcursul slab din preliminariile pentru Campionatul Mondial de Fotbal 2010 i-au determinat pe șefii federației chineze să îl demită.
În vara anului 2009 a revenit la Steaua Roșie Belgrad , în locul lui Siniša Gogić, dar nu a rezistat acolo decât până în martie 2010, când oficialii clubului au decis să îl demită, după o înfrângere cu FK Metalac Gornji Milanovac. Decizia diriguitorilor de la Belgrad a fost exrtrem de surprinzătoare, fosta echipă a lui Miodrag Belodedici aflându-se în acel moment pe primul loc în clasament. 
În 2010 a fost numit în funcția de antrenor al echipei FC Timișoara. După un start bun de sezon, fără înfrângere în șapte meciuri disputate în  Liga I, Petrović a fost desemnat selecționer al naționalei Serbiei, în locul lui Radomir Antić.